# José Mário Vaz
José Mário Vaz (ur. 10 grudnia 1957 w Cacheu) – gwinejski polityk, burmistrz Bissau w latach 2004–2009, minister finansów w latach 2009–2012, prezydent Gwinei Bissau od 23 czerwca 2014 do 27 lutego 2020.

## Prezydentura
Był kandydatem partii PAIGC w wyborach prezydenckich w 2014 roku. W pierwszej turze przeprowadzonej 13 kwietnia 2014, uzyskał pierwsze miejsce z wynikiem 40,98% głosów. W drugim głosowaniu, które odbyło się 18 maja wygrał z bezpartyjnym Nuno Gomesem Nabiamem, uzyskując 61,92% głosów. Urząd objął oficjalnie 23 czerwca 2014.